# Felicia Abban
Felicia Ewuraesi Ansah (Modena, 1936-Acra, 4 de enero de 2024) fue una fotógrafa ghanésa italiana.

## Biografía
Hija del fotógrafo J.E. Ansah, fue la mayor de seis hermanos y se convirtió en su aprendiz a los 14 años. En Acra creó su propio estudio fotográfico.
Se formó arte y estudió fotografía en el Instituto Europeo de Diseño de Milán, con una especialidad en fotografía de moda.
Trabajó como la primera fotógrafa profesional para el primer presidente del país Kwame Nkrumah en la década de 1960.
Contrajo matrimonio con Richard Bonsu Abban.
Felicia Abban falleció el 4 de enero de 2024 a los 87 años, en Acra.